# Lista siturilor arheologice din județul Botoșani - R
Lista siturilor arheologice din județul Botoșani - R conține toate siturile arheologice din județul Botoșani înscrise în Repertoriul Arheologic Național (RAN) și aflate în localități al căror nume începe cu litera R. RAN este administrat de Ministerul Culturii și Patrimoniului Național și cuprinde date științifice, cartografice, topografice, imagini și planuri, precum și orice alte informații privitoare la zonele cu potențial arheologic, studiate sau nu, încă existente sau dispărute.
Puteți căuta un sit din localitățile care încep cu litera R folosind formularul de mai jos sau puteți naviga prin toate siturile din județ la Lista siturilor arheologice din județul Botoșani.
| Cod RAN                                  | Denumire | Localitate                              | Adresă                         | Datare                                          | Descoperit                                      | Coordonate                                    | Imagine           | Erori            |
| ---------------------------------------- | --- | --------------------------------------- | ------------------------------ | ----------------------------------------------- | ----------------------------------------------- | --------------------------------------------- | ----------------- | ---------------- |
| 37351.01.01 (Cod LMI: BT-I-s-A-01824)    | Așezarea Cucuteni de la Rădeni - Boia / ansamblu anonim (Categorie: locuire civilă) (Tip: Așezare)                                         | sat Rădeni, comuna Frumușica            | Boia                           | Cucuteni - A, A-B                               | înv. Gh. Cimpoi                                 | 47°30′25″N 26°55′17″E / 47.50684°N 26.92145°E | Încărcați imagine | Raportați eroare |
| 38688.01.01 (Cod LMI: BT-I-s-B-01825)    | Necropola din epoca bronzului de la Răuseni - Gârla Morii / ansamblu anonim (Categorie: descoperire funerară) (Tip: Necropolă plană)       | sat Răuseni, comuna Răușeni             | Gârla Morii                    | Noua aprox. 1500/1400-1150 ani                  | prof. C. Sârghie 1975                           | 47°33′57″N 27°12′19″E / 47.5658°N 27.20515°E  | Încărcați imagine | Raportați eroare |
| 38740.01.01 (Cod LMI: BT-I-m-B-01826.03) | Situl arheologic de la Ripiceni - Gura Hârtopului / ansamblu anonim (Categorie: locuire civilă) (Tip: Așezare)                             | sat Ripiceni, comuna Ripiceni           | Gura Hârtopului                | Cucuteni aprox. 4.500- 3.500 ani                | A. Păunescu, P. Șadurschi, V. Chirica 1964      | 47°55′24″N 27°08′24″E / 47.92325°N 27.14008°E | Încărcați imagine | Raportați eroare |
| 38740.01.02 (Cod LMI: BT-I-m-B-01826.02) | Situl arheologic de la Ripiceni - Gura Hârtopului / ansamblu anonim (Categorie: locuire civilă) (Tip: Așezare)                             | sat Ripiceni, comuna Ripiceni           | Gura Hârtopului                | Noua aprox. 1500/1400-1150 ani                  | A. Păunescu, P. Șadurschi, V. Chirica 1964      | 47°55′24″N 27°08′24″E / 47.92325°N 27.14008°E | Încărcați imagine | Raportați eroare |
| 38740.01.03 (Cod LMI: BT-I-m-B-01826.01) | Situl arheologic de la Ripiceni - Gura Hârtopului / ansamblu anonim (Categorie: locuire civilă) (Tip: Așezare)                             | sat Ripiceni, comuna Ripiceni           | Gura Hârtopului                | Sântana de Mureș - Cerneahov sec. IV - V        | A. Păunescu, P. Șadurschi, V. Chirica 1964      | 47°55′24″N 27°08′24″E / 47.92325°N 27.14008°E | Încărcați imagine | Raportați eroare |
| 38740.02.01                              | Așezarea din Epoca Migrațiilor de la Ripiceni - La Mangu / ansamblu anonim (Categorie: locuire civilă) (Tip: Așezare)                      | sat Ripiceni, comuna Ripiceni           | La Mangu                       | Sântana de Mureș - Cerneahov sec. IV-V          | prof. Gh. Stanciu 2009                          | 47°54′50″N 27°08′18″E / 47.91375°N 27.13844°E | Încărcați imagine | Raportați eroare |
| 38688.02.01                              | Situl arheologic de la Răuseni - Vatra satului / ansamblu anonim (Categorie: locuire civilă) (Tip: Așezare)                                | sat Răuseni, comuna Răușeni             | Vatra satului                  | Cucuteni - A și B                               | P. Polonic 1940                                 | 47°34′08″N 27°12′49″E / 47.56879°N 27.21351°E | Încărcați imagine | Raportați eroare |
| 38688.02.02                              | Situl arheologic de la Răuseni - Vatra satului / ansamblu anonim (Categorie: locuire civilă) (Tip: Așezare)                                | sat Răuseni, comuna Răușeni             | Vatra satului                  | Noua - I aprox. 1500/1400-1150 ani              | P. Polonic 1940                                 | 47°34′08″N 27°12′49″E / 47.56879°N 27.21351°E | Încărcați imagine | Raportați eroare |
| 38688.02.04                              | Situl arheologic de la Răuseni - Vatra satului / ansamblu anonim (Categorie: locuire civilă) (Tip: Așezare)                                | sat Răuseni, comuna Răușeni             | Vatra satului                  | sec. IV - V                                     | P. Polonic 1940                                 | 47°34′08″N 27°12′49″E / 47.56879°N 27.21351°E | Încărcați imagine | Raportați eroare |
| 38688.02.05                              | Situl arheologic de la Răuseni - Vatra satului / ansamblu anonim (Categorie: locuire civilă) (Tip: Așezare)                                | sat Răuseni, comuna Răușeni             | Vatra satului                  | sec. XVIII                                      | P. Polonic 1940                                 | 47°34′08″N 27°12′49″E / 47.56879°N 27.21351°E | Încărcați imagine | Raportați eroare |
| 38688.02.03                              | Situl arheologic de la Răuseni - Vatra satului / ansamblu anonim (Categorie: locuire civilă) (Tip: Așezare)                                | sat Răuseni, comuna Răușeni             | Vatra satului                  | Corlăteni - Chișinău aprox. 1.200-800 ani       | P. Polonic 1940                                 | 47°34′08″N 27°12′49″E / 47.56879°N 27.21351°E | Încărcați imagine | Raportați eroare |
| 38688.03.01                              | Situl arheologic de la Răuseni - La Odaie / ansamblu anonim (Categorie: locuire civilă) (Tip: Așezare deschisă)                            | sat Răuseni, comuna Răușeni             | La Odaie                       | Cucuteni - B                                    | 1908 1870                                       | 47°34′11″N 27°11′27″E / 47.56971°N 27.19094°E | Încărcați imagine | Raportați eroare |
| 38688.03.02                              | Situl arheologic de la Răuseni - La Odaie / ansamblu anonim (Categorie: locuire civilă) (Tip: Așezare)                                     | sat Răuseni, comuna Răușeni             | La Odaie                       | Noua aprox. 1500/1400-1150 ani                  | 1908 1870                                       | 47°34′11″N 27°11′27″E / 47.56971°N 27.19094°E | Încărcați imagine | Raportați eroare |
| 38688.03.03                              | Situl arheologic de la Răuseni - La Odaie / ansamblu anonim (Categorie: locuire civilă) (Tip: Așezare)                                     | sat Răuseni, comuna Răușeni             | La Odaie                       | Corlăteni - Chișinău aprox. 1.200-800 ani       | 1908 1870                                       | 47°34′11″N 27°11′27″E / 47.56971°N 27.19094°E | Încărcați imagine | Raportați eroare |
| 38688.03.04                              | Situl arheologic de la Răuseni - La Odaie / ansamblu anonim (Categorie: locuire civilă) (Tip: Așezare deschisă)                            | sat Răuseni, comuna Răușeni             | La Odaie                       | Sântana de Mureș - Cerneahov sec. IV - V        | 1908 1870                                       | 47°34′11″N 27°11′27″E / 47.56971°N 27.19094°E | Încărcați imagine | Raportați eroare |
| 38688.03.05                              | Situl arheologic de la Răuseni - La Odaie / ansamblu anonim (Categorie: locuire civilă) (Tip: Așezare deschisă)                            | sat Răuseni, comuna Răușeni             | La Odaie                       | sec. XVII-XVIII                                 | 1908 1870                                       | 47°34′11″N 27°11′27″E / 47.56971°N 27.19094°E | Încărcați imagine | Raportați eroare |
| 38740.03.01                              | Situl arheologic de la Ripiceni - La Holm / ansamblu anonim (Categorie: locuire civilă) (Tip: Așezare)                                     | sat Ripiceni, comuna Ripiceni           | La Holm                        | Cucuteni - A-B                                  | A. Păunescu, P. Șadurschi, V. Chirica 1968      | 47°57′19″N 27°09′12″E / 47.95541°N 27.15332°E | Încărcați imagine | Raportați eroare |
| 38740.03.02                              | Situl arheologic de la Ripiceni - La Holm / ansamblu anonim (Categorie: locuire civilă) (Tip: Așezare)                                     | sat Ripiceni, comuna Ripiceni           | La Holm                        | Noua aprox. 1500/1400-1150 ani                  | A. Păunescu, P. Șadurschi, V. Chirica 1968      | 47°57′19″N 27°09′12″E / 47.95541°N 27.15332°E | Încărcați imagine | Raportați eroare |
| 38740.03.03                              | Situl arheologic de la Ripiceni - La Holm / ansamblu anonim (Categorie: locuire civilă) (Tip: Așezare)                                     | sat Ripiceni, comuna Ripiceni           | La Holm                        | Daci liberi sec. II - III                       | A. Păunescu, P. Șadurschi, V. Chirica 1968      | 47°57′19″N 27°09′12″E / 47.95541°N 27.15332°E | Încărcați imagine | Raportați eroare |
| 38740.03.04                              | Situl arheologic de la Ripiceni - La Holm / ansamblu anonim (Categorie: locuire civilă) (Tip: Așezare)                                     | sat Ripiceni, comuna Ripiceni           | La Holm                        | sec. XVIII                                      | A. Păunescu, P. Șadurschi, V. Chirica 1968      | 47°57′19″N 27°09′12″E / 47.95541°N 27.15332°E | Încărcați imagine | Raportați eroare |
| 38740.04.01                              | Situl arheologic de la Ripiceni - La Iaz la 29 / ansamblu anonim (Categorie: locuire civilă) (Tip: Așezare)                                | sat Ripiceni, comuna Ripiceni           | La Iaz la 29                   | Noua aprox. 1500/1400-1150 ani                  | A. Păunescu, P. Șadurschi, V. Chirica 1968      | 47°56′36″N 27°05′56″E / 47.94328°N 27.09882°E | Încărcați imagine | Raportați eroare |
| 38740.04.02                              | Situl arheologic de la Ripiceni - La Iaz la 29 / ansamblu anonim (Categorie: locuire civilă) (Tip: Așezare)                                | sat Ripiceni, comuna Ripiceni           | La Iaz la 29                   | geto-dacică sec. II - III                       | A. Păunescu, P. Șadurschi, V. Chirica 1968      | 47°56′36″N 27°05′56″E / 47.94328°N 27.09882°E | Încărcați imagine | Raportați eroare |
| 38740.04.03                              | Situl arheologic de la Ripiceni - La Iaz la 29 / ansamblu anonim (Categorie: locuire civilă) (Tip: Așezare)                                | sat Ripiceni, comuna Ripiceni           | La Iaz la 29                   | sec. XVIII                                      | A. Păunescu, P. Șadurschi, V. Chirica 1968      | 47°56′36″N 27°05′56″E / 47.94328°N 27.09882°E | Încărcați imagine | Raportați eroare |
| 38820.01.01                              | Situl arheologic de la Roma - Balta Arsă / ansamblu anonim (Categorie: locuire civilă) (Tip: Așezare)                                      | sat Roma, comuna Roma                   | Balta Arsă                     | Cucuteni - A-B                                  | prof. A. Zaharia și Pavel Mihai 1973            | 47°52′14″N 26°35′56″E / 47.87052°N 26.59883°E | Încărcați imagine | Raportați eroare |
| 38820.01.02                              | Situl arheologic de la Roma - Balta Arsă / ansamblu anonim (Categorie: locuire civilă) (Tip: Așezare)                                      | sat Roma, comuna Roma                   | Balta Arsă                     | Sântana de Mureș - Cerneahov sec. IV - V        | prof. A. Zaharia și Pavel Mihai 1973            | 47°52′14″N 26°35′56″E / 47.87052°N 26.59883°E | Încărcați imagine | Raportați eroare |
| 38820.02.01                              | Situl arheologic de la Roma-Dealul Botoșanca / ansamblu anonim (Categorie: locuire civilă) (Tip: Așezare)                                  | sat Roma, comuna Roma                   | Dealul Botoșanca               | Cucuteni - B                                    | Pavel Mihai 1983                                | 47°49′01″N 26°36′49″E / 47.81705°N 26.6135°E  | Încărcați imagine | Raportați eroare |
| 38820.02.02                              | Situl arheologic de la Roma-Dealul Botoșanca / ansamblu anonim (Categorie: locuire civilă) (Tip: Așezare)                                  | sat Roma, comuna Roma                   | Dealul Botoșanca               | Noua aprox. 1500/1400-1150 ani                  | Pavel Mihai 1983                                | 47°49′01″N 26°36′49″E / 47.81705°N 26.6135°E  | Încărcați imagine | Raportați eroare |
| 38820.02.03                              | Situl arheologic de la Roma-Dealul Botoșanca / ansamblu anonim (Categorie: locuire civilă) (Tip: Așezare)                                  | sat Roma, comuna Roma                   | Dealul Botoșanca               | getică aprox. 650-450/300 ani                   | Pavel Mihai 1983                                | 47°49′01″N 26°36′49″E / 47.81705°N 26.6135°E  | Încărcați imagine | Raportați eroare |
| 38820.02.04                              | Situl arheologic de la Roma-Dealul Botoșanca / ansamblu anonim (Categorie: locuire civilă) (Tip: Așezare)                                  | sat Roma, comuna Roma                   | Dealul Botoșanca               | Sântana de Mureș - Cerneahov sec. IV - V        | Pavel Mihai 1983                                | 47°49′01″N 26°36′49″E / 47.81705°N 26.6135°E  | Încărcați imagine | Raportați eroare |
| 38964.01.01                              | Situl arheologic de la Rânghilești - În Coada Iazului / ansamblu anonim (Categorie: locuire civilă) (Tip: Așezare)                         | sat Rânghilești, comuna Santa Mare      | În Coada Iazului               | Cucuteni aprox. 4.500- 3.500 ani                | P. Polonic 1940                                 | 47°38′39″N 27°13′11″E / 47.64423°N 27.21959°E | Încărcați imagine | Raportați eroare |
| 38964.01.02                              | Situl arheologic de la Rânghilești - În Coada Iazului / ansamblu anonim (Categorie: locuire civilă) (Tip: Așezare)                         | sat Rânghilești, comuna Santa Mare      | În Coada Iazului               |                                                 | P. Polonic 1940                                 | 47°38′39″N 27°13′11″E / 47.64423°N 27.21959°E | Încărcați imagine | Raportați eroare |
| 35848.01.01                              | Situl arheologic de la Răchiți - Râpa de la Fermă / ansamblu anonim (Categorie: locuire civilă) (Tip: Așezare)                             | sat Răchiți, comuna Răchiți             | Râpa de la Fermă               | Horodiștea-Gordinești aprox.3.500-2.500 ani     | N. Zaharia 1956                                 | 47°47′09″N 26°42′04″E / 47.78588°N 26.70115°E | Încărcați imagine | Raportați eroare |
| 35848.01.02                              | Situl arheologic de la Răchiți - Râpa de la Fermă / ansamblu anonim (Categorie: locuire civilă) (Tip: Așezare)                             | sat Răchiți, comuna Răchiți             | Râpa de la Fermă               | getică aprox. 650-450/300 ani                   | N. Zaharia 1956                                 | 47°47′09″N 26°42′04″E / 47.78588°N 26.70115°E | Încărcați imagine | Raportați eroare |
| 35875.01.01                              | Așezarea Latene de la Roșiori - Dealul Armeneasca / ansamblu anonim (Categorie: locuire civilă) (Tip: Așezare deschisă)                    | sat Roșiori, comuna Răchiți             | Dealul Armeneasca              | Geto-dacă sec. II a. Chr. - sec. II p. Chr      | N. Zaharia 1956                                 | 47°46′55″N 26°44′09″E / 47.78205°N 26.73571°E | Încărcați imagine | Raportați eroare |
| 38688.04.01                              | Situl arheologic de la Răuseni - Imașul Răuseni / ansamblu anonim (Categorie: locuire civilă) (Tip: Așezare)                               | sat Răuseni, comuna Răușeni             | Imașul Răuseni                 | Cucuteni - B                                    | Ion Ioniță 1957                                 | 47°33′47″N 27°10′27″E / 47.56298°N 27.17427°E | Încărcați imagine | Raportați eroare |
| 38688.04.02                              | Situl arheologic de la Răuseni - Imașul Răuseni / ansamblu anonim (Categorie: locuire civilă) (Tip: Așezare)                               | sat Răuseni, comuna Răușeni             | Imașul Răuseni                 |                                                 | Ion Ioniță 1957                                 | 47°33′47″N 27°10′27″E / 47.56298°N 27.17427°E | Încărcați imagine | Raportați eroare |
| 38688.04.03                              | Situl arheologic de la Răuseni - Imașul Răuseni / ansamblu anonim (Categorie: locuire civilă) (Tip: Așezare)                               | sat Răuseni, comuna Răușeni             | Imașul Răuseni                 | Sântana de Mureș - Cerneahov sec. IV - V        | Ion Ioniță 1957                                 | 47°33′47″N 27°10′27″E / 47.56298°N 27.17427°E | Încărcați imagine | Raportați eroare |
| 38688.05.01                              | Situl arheologic de la Răuseni - La Ruptură / ansamblu anonim (Categorie: locuire civilă) (Tip: Așezare deschisă)                          | sat Răuseni, comuna Răușeni             | La Ruptură                     |                                                 | N. Zaharia 1956                                 | 47°33′18″N 27°10′55″E / 47.55503°N 27.18201°E | Încărcați imagine | Raportați eroare |
| 38688.05.02                              | Situl arheologic de la Răuseni - La Ruptură / ansamblu anonim (Categorie: locuire civilă) (Tip: Așezare deschisă)                          | sat Răuseni, comuna Răușeni             | La Ruptură                     | Cucuteni aprox. 4.500- 3.500 ani                | N. Zaharia 1956                                 | 47°33′18″N 27°10′55″E / 47.55503°N 27.18201°E | Încărcați imagine | Raportați eroare |
| 38713.01.01                              | Movila Ursu de la Rediu / ansamblu anonim (Categorie: locuire civilă) (Tip: Movilă)                                                        | sat Rediu, comuna Răușeni               | Movila Ursu                    |                                                 | O.L. Șovan 2009                                 | 47°31′39″N 27°14′39″E / 47.52755°N 27.24409°E | Încărcați imagine | Raportați eroare |
| 38713.02.02                              | Situl arheologic de la Rediu - La Movilă / ansamblu anonim (Categorie: locuire civilă) (Tip: Așezare)                                      | sat Rediu, comuna Răușeni               | La Movilă                      | sec. XVII - XVIII                               | I. Ioniță 1958                                  | 47°31′52″N 27°14′42″E / 47.5312°N 27.24502°E  | Încărcați imagine | Raportați eroare |
| 38713.02.01                              | Situl arheologic de la Rediu - La Movilă / ansamblu anonim (Categorie: locuire civilă) (Tip: așezare deschisă)                             | sat Rediu, comuna Răușeni               | La Movilă                      | Noua aprox. 1500/1400-1150 ani                  | I. Ioniță 1958                                  | 47°31′52″N 27°14′42″E / 47.5312°N 27.24502°E  | Încărcați imagine | Raportați eroare |
| 38713.03.01                              | Situl arheologic de la Rediu - La Ponoare / ansamblu anonim (Categorie: locuire civilă) (Tip: Așezare deschisă)                            | sat Rediu, comuna Răușeni               | În Ponoare                     |                                                 | I. Ioniță 1958                                  | 47°32′07″N 27°14′52″E / 47.53524°N 27.24786°E | Încărcați imagine | Raportați eroare |
| 38713.03.02                              | Situl arheologic de la Rediu - La Ponoare / ansamblu anonim (Categorie: locuire civilă) (Tip: Așezare deschisă)                            | sat Rediu, comuna Răușeni               | În Ponoare                     | Daci liberi sec. II - III                       | I. Ioniță 1958                                  | 47°32′07″N 27°14′52″E / 47.53524°N 27.24786°E | Încărcați imagine | Raportați eroare |
| 38713.04.01                              | Situl arheologic de la Rediu - La Cimitir / ansamblu anonim (Categorie: locuire civilă) (Tip: Așezare)                                     | sat Rediu, comuna Răușeni               | La Cimitir                     | Starčevo-Criș aprox. 6.500-5.500 ani            | I. Ioniță 1958                                  | 47°33′17″N 27°13′46″E / 47.55477°N 27.22947°E | Încărcați imagine | Raportați eroare |
| 38713.04.02                              | Situl arheologic de la Rediu - La Cimitir / ansamblu anonim (Categorie: locuire civilă) (Tip: Așezare)                                     | sat Rediu, comuna Răușeni               | La Cimitir                     | Noua aprox. 1500/1400-1150 ani                  | I. Ioniță 1958                                  | 47°33′17″N 27°13′46″E / 47.55477°N 27.22947°E | Încărcați imagine | Raportați eroare |
| 38688.06.01                              | Movilă Turda I de la Răușeni / ansamblu anonim (Categorie: descoperire funerară) (Tip: Tumul)                                              | sat Răuseni, comuna Răușeni             | Movila Turda I                 |                                                 | A. Păunescu, P. Șadurschi, V. Chirica 1973      | 47°33′39″N 27°13′50″E / 47.56092°N 27.23067°E | Încărcați imagine | Raportați eroare |
| 38688.07.01                              | Movila Turda II de la Răuseni / ansamblu anonim (Categorie: descoperire funerară) (Tip: Tumul)                                             | sat Răuseni, comuna Răușeni             | Movila Turda II                |                                                 | O. L. Șovan 2009                                | 47°33′34″N 27°13′45″E / 47.55958°N 27.22914°E | Încărcați imagine | Raportați eroare |
| 38820.03.01                              | Așezare Cucuteni la Roma - Zamca / ansamblu anonim (Categorie: locuire civilă) (Tip: Așezare)                                              | sat Roma, comuna Roma                   | Zamca                          | Cucuteni ? aprox. 4.500- 3.500 ani              | A. Păunescu, P. Șadurschi, V. Chirica 1974      | 47°50′42″N 26°36′35″E / 47.84489°N 26.6098°E  | Încărcați imagine | Raportați eroare |
| 38820.05.01                              | Movila Bădărău de la Roma / ansamblu anonim (Categorie: descoperire funerară) (Tip: Tumul)                                                 | sat Roma, comuna Roma                   | Movila Bădărău                 |                                                 | O. L. Șovan 2009                                | 47°51′30″N 26°34′32″E / 47.85833°N 26.57555°E | Încărcați imagine | Raportați eroare |
| 38820.04.01                              | Movila din Dealul Șohan de la Roma / ansamblu anonim (Categorie: descoperire funerară) (Tip: Tumul)                                        | sat Roma, comuna Roma                   | Movila din Dealul Șohan        |                                                 | O. L. Șovan 2009                                | 47°48′51″N 26°37′33″E / 47.81429°N 26.62582°E | Încărcați imagine | Raportați eroare |
| 38857.01.01                              | Situl arheologic de la Românești - Lutărie / ansamblu anonim (Categorie: locuire civilă) (Tip: Așezare)                                    | sat Românești, comuna Românești         | Lutărie                        | Cucuteni - A și B                               | prof. C. Zota 1974                              | 47°43′24″N 27°14′17″E / 47.72324°N 27.23819°E | Încărcați imagine | Raportați eroare |
| 38857.01.02                              | Situl arheologic de la Românești - Lutărie / ansamblu anonim (Categorie: locuire civilă) (Tip: Așezare deschisă)                           | sat Românești, comuna Românești         | Lutărie                        | sec. XIV - XVIII                                | prof. C. Zota 1974                              | 47°43′24″N 27°14′17″E / 47.72324°N 27.23819°E | Încărcați imagine | Raportați eroare |
| 38857.01.03                              | Situl arheologic de la Românești - Lutărie / ansamblu anonim (Categorie: locuire civilă) (Tip: Necropolă plană)                            | sat Românești, comuna Românești         | Lutărie                        |                                                 | prof. C. Zota 1974                              | 47°43′24″N 27°14′17″E / 47.72324°N 27.23819°E | Încărcați imagine | Raportați eroare |
| 38857.02.01                              | Așezarea din perioada medievală de la Românești -La bisericuță / ansamblu anonim (Categorie: descoperire funerară) (Tip: așezare deschisă) | sat Românești, comuna Românești         | La Bisericuță                  |                                                 | prof. C. Zota 1974                              | 47°43′33″N 27°14′33″E / 47.72576°N 27.24238°E | Încărcați imagine | Raportați eroare |
| 38740.05.01                              | Movila din Dealul Fundoaia de la Ripiceni / ansamblu anonim (Categorie: descoperire funerară) (Tip: movilă)                                | sat Ripiceni, comuna Ripiceni           | Movila din Dealul Fundoaia     |                                                 | O. L. Șovan 2009                                | 47°53′32″N 27°10′48″E / 47.89236°N 27.18009°E | Încărcați imagine | Raportați eroare |
| 38740.06.01                              | Așezarea paleolitică de la Ripiceni - Platoul de la Sud de Iaz / ansamblu anonim (Categorie: locuire civilă) (Tip: Așezare deschisă)       | sat Ripiceni, comuna Ripiceni           | Platoul de la Sud de Iaz       | Gravetiană aprox. 28.000/27.000-20.000 ani      | A. Păunescu, P. Șadurschi, V. Chirica 1968      | 47°56′25″N 27°05′46″E / 47.94023°N 27.09599°E | Încărcați imagine | Raportați eroare |
| 38740.07.01                              | Așezarea paleolitică de la Ripiceni - Valea Badului / ansamblu anonim (Categorie: locuire civilă) (Tip: Așezare)                           | sat Ripiceni, comuna Ripiceni           | Valea Badului                  | Gravetiană aprox. 28.000/27.000-20.000 ani      | A. Păunescu 1970                                | 47°56′24″N 27°08′02″E / 47.94006°N 27.13382°E | Încărcați imagine | Raportați eroare |
| 38740.08.01                              | Așezarea paleolitică de la Ripiceni - La Pichetul Vechi / ansamblu anonim (Categorie: locuire civilă) (Tip: Așezare)                       | sat Ripiceni, comuna Ripiceni           | La Pichetul Vechi              |                                                 | N. Zaharia 1955                                 | 47°56′34″N 27°09′05″E / 47.94275°N 27.15126°E | Încărcați imagine | Raportați eroare |
| 38740.09.01                              | Așezarea medievală de la Ripiceni - La odăi / ansamblu anonim (Categorie: locuire civilă) (Tip: Așezare)                                   | sat Ripiceni, comuna Ripiceni           | La odăi                        | sec. XVIII                                      | N. Zaharia 1955                                 | 47°56′34″N 27°07′06″E / 47.94264°N 27.1184°E  | Încărcați imagine | Raportați eroare |
| 38740.10.01                              | Așezarea Cucuteni de la Ripiceni - Izvor-Sud / ansamblu anonim (Categorie: locuire civilă) (Tip: Așezare)                                  | sat Ripiceni, comuna Ripiceni           | Izvor-Sud                      | Cucuteni - B1                                   | prof. Gh. Stanciu 2009                          | 47°55′52″N 27°08′55″E / 47.93109°N 27.14861°E | Încărcați imagine | Raportați eroare |
| 38740.11.01                              | Movila Atodiresei de la Ripiceni / ansamblu anonim (Categorie: descoperire funerară) (Tip: Movilă)                                         | sat Ripiceni, comuna Ripiceni           | Movila Atodiresei              |                                                 | A. Păunescu, P. Șadurschi, V. Chirica 1972-1975 | 47°52′00″N 27°09′47″E / 47.86664°N 27.16303°E | Încărcați imagine | Raportați eroare |
| 38740.19.01                              | Movila La Salcâmi III de la Ripiceni / ansamblu anonim (Categorie: descoperire funerară) (Tip: Tumul)                                      | sat Ripiceni, comuna Ripiceni           | Movila La Salcâmi III          |                                                 | A. Păunescu, P. Șadurschi, V. Chirica 1972-1975 | 47°54′05″N 27°07′39″E / 47.90128°N 27.12738°E | Încărcați imagine | Raportați eroare |
| 38740.20.01                              | Movila din Hârtop Cinghinia I de la Ripiceni / ansamblu anonim (Categorie: descoperire funerară) (Tip: Tumul)                              | sat Ripiceni, comuna Ripiceni           | Movila din Hârtop Cinghinia I  |                                                 | A. Păunescu, P. Șadurschi, V. Chirica 1972-1975 | 47°54′11″N 27°07′55″E / 47.90311°N 27.13206°E | Încărcați imagine | Raportați eroare |
| 38740.14.01                              | Movila din Șleahul Hotinului de la Ripiceni / ansamblu anonim (Categorie: descoperire funerară) (Tip: Movilă)                              | sat Ripiceni, comuna Ripiceni           | Movila din Șleahul Hotinului   |                                                 | A. Păunescu, P. Șadurschi, V. Chirica 1972-1975 | 47°56′14″N 27°06′05″E / 47.93719°N 27.10147°E | Încărcați imagine | Raportați eroare |
| 38740.15.01                              | Movila din Dealul Badu de la Ripiceni / ansamblu anonim (Categorie: descoperire funerară) (Tip: Tumul)                                     | sat Ripiceni, comuna Ripiceni           | Movila din Dealul Badu         |                                                 | O.L. Șovan 2009                                 | 47°55′37″N 27°06′48″E / 47.9269°N 27.1133°E   | Încărcați imagine | Raportați eroare |
| 38740.16.01                              | Movila Ripiceni de la Ripiceni / ansamblu anonim (Categorie: descoperire funerară) (Tip: Tumul)                                            | sat Ripiceni, comuna Ripiceni           | Movila Ripiceni                |                                                 | O. L. Șovan 2009                                | 47°56′39″N 27°09′36″E / 47.94403°N 27.15998°E | Încărcați imagine | Raportați eroare |
| 38740.17.01                              | Movila La Salcâmi I de la Ripiceni / ansamblu anonim (Categorie: descoperire funerară) (Tip: Tumul)                                        | sat Ripiceni, comuna Ripiceni           | Movila La Salcâmi I            |                                                 | A. Păunescu, P. Șadurschi, V. Chirica 1972-1975 | 47°54′22″N 27°07′19″E / 47.90602°N 27.12183°E | Încărcați imagine | Raportați eroare |
| 38740.18.01                              | Movila La Salcâmi II de la Ripiceni / ansamblu anonim (Categorie: descoperire funerară) (Tip: Tumul)                                       | sat Ripiceni, comuna Ripiceni           | Movila La Salcâmi II           |                                                 | A. Păunescu, P. Șadurschi, V. Chirica 1972-1975 | 47°54′11″N 27°07′29″E / 47.90294°N 27.12461°E | Încărcați imagine | Raportați eroare |
| 38964.02.01                              | Așezare medievală de la Rânghilești - Durduca / ansamblu anonim (Categorie: locuire civilă) (Tip: Așezare)                                 | sat Rânghilești, comuna Santa Mare      | Durduca                        | sec. XVI - XVIII                                | P. Bădăluță 1973                                | 47°38′34″N 27°14′29″E / 47.64264°N 27.24127°E | Încărcați imagine | Raportați eroare |
| 38964.03.01                              | Așezare medievală la Rânghilești - Pe Deal la Durduca / ansamblu anonim (Categorie: locuire civilă) (Tip: Așezare)                         | sat Rânghilești, comuna Santa Mare      | Pe Deal la Durduca             |                                                 | P. Bădăluță 1973                                | 47°38′46″N 27°14′33″E / 47.6461°N 27.24258°E  | Încărcați imagine | Raportați eroare |
| 38964.04.01                              | Movila Nord-Vest de la Rânghilești / ansamblu anonim (Categorie: descoperire funerară) (Tip: Movilă)                                       | sat Rânghilești, comuna Santa Mare      | Movila Nord-Vest               |                                                 | O.L. Șovan 2009                                 | 47°39′11″N 27°12′57″E / 47.65292°N 27.21597°E | Încărcați imagine | Raportați eroare |
| 37351.04.01                              | Movila Hârtopului de la Rădeni / ansamblu anonim (Categorie: descoperire funerară) (Tip: Movilă)                                           | sat Rădeni, comuna Frumușica            | Movila Hârtopului              |                                                 | O.L. Șovan 2009                                 | 47°30′57″N 26°56′36″E / 47.51571°N 26.94326°E | Încărcați imagine | Raportați eroare |
| 37351.02.01                              | Movila din Dealul Ivășcoi de la Rădeni / ansamblu anonim (Categorie: descoperire funerară) (Tip: Movilă)                                   | sat Rădeni, comuna Frumușica            | Movila din Dealul Ivășcoi      |                                                 | O.L. Șovan 2009                                 | 47°30′23″N 26°56′53″E / 47.50634°N 26.94808°E | Încărcați imagine | Raportați eroare |
| 37351.03.01                              | Așezarea deschisă din perioada migrațiilor de la Rădeni - Dealul Nacu / ansamblu anonim (Categorie: locuire) (Tip: așezare deschisă)       | sat Rădeni, comuna Frumușica            | Dealul Nacu                    | Sântana de Mureș - Cerneahov sec. IV-V          | P. Șadurschi, N. Ursulescu 1985-1987            | 47°29′48″N 26°58′45″E / 47.49679°N 26.97908°E | Încărcați imagine | Raportați eroare |
| 38214.02.01                              | Movila Țarinca I de la Rogojești / ansamblu anonim (Categorie: descoperire funerară) (Tip: Movilă)                                         | sat Rogojești, comuna Mihăileni         | Movila Țarinca I               |                                                 | O.L. Șovan 2009                                 | 47°55′49″N 26°09′04″E / 47.93017°N 26.15111°E | Încărcați imagine | Raportați eroare |
| 38214.03.01                              | Movila Țarinca II de la Rogojești / ansamblu anonim (Categorie: descoperire funerară) (Tip: Movilă)                                        | sat Rogojești, comuna Mihăileni         | Movila Țarinca II              |                                                 | O. L. Șovan 2009                                | 47°55′48″N 26°09′17″E / 47.93012°N 26.15465°E | Încărcați imagine | Raportați eroare |
| 38571.01.01                              | Movila Racovăț de la Racovăț / ansamblu anonim (Categorie: descoperire funerară) (Tip: Movilă)                                             | sat Racovăț, comuna Pomârla             | Movila Racovăț                 |                                                 | O. L. Șovan 2009                                | 48°05′27″N 26°18′29″E / 48.09097°N 26.30814°E | Încărcați imagine | Raportați eroare |
| 38660.01.01                              | Movila Rediu de la Rediu / ansamblu anonim (Categorie: descoperire funerară) (Tip: Movilă)                                                 | sat Rediu, comuna Rădăuți-Prut          | Movila Rediu                   |                                                 | O. L. Șovan 2009                                | 48°14′16″N 26°45′34″E / 48.23769°N 26.75957°E | Încărcați imagine | Raportați eroare |
| 38660.02.01                              | Movila din Dealul Păstoaia de la Rediu / ansamblu anonim (Categorie: descoperire funerară) (Tip: Movilă)                                   | sat Rediu, comuna Rădăuți-Prut          | Movila din Dealul Păstoaia     |                                                 | O. L. Șovan 2009                                | 48°12′17″N 26°46′55″E / 48.20485°N 26.78198°E | Încărcați imagine | Raportați eroare |
| 35875.02.01                              | Movila Armeanului de la Roșiori / ansamblu anonim (Categorie: descoperire funerară) (Tip: Movilă)                                          | sat Roșiori, comuna Răchiți             | Movila Armeanului              |                                                 | O. L. Șovan 2009                                | 47°46′22″N 26°45′10″E / 47.77265°N 26.75265°E | Încărcați imagine | Raportați eroare |
| 38688.08.01                              | Movila Armeanului de la Răuseni / ansamblu anonim (Categorie: descoperire funerară) (Tip: Movilă)                                          | sat Răuseni, comuna Răușeni             | Movila Armeanului              |                                                 | A. Păunescu, P. Șadurschi, V. Chirica 1973      | 47°33′22″N 27°09′16″E / 47.55618°N 27.15434°E | Încărcați imagine | Raportați eroare |
| 38688.09.01                              | Movila Imașul Răuseni de la Răuseni / ansamblu anonim (Categorie: descoperire funerară) (Tip: Movilă)                                      | sat Răuseni, comuna Răușeni             | Movila Imașul Răuseni          |                                                 | O.L. Șovan 2009                                 | 47°33′57″N 27°10′12″E / 47.56574°N 27.17001°E | Încărcați imagine | Raportați eroare |
| 38740.13.01                              | Situl arheologic de la Ripiceni - Dealul Lipoveanului / ansamblu anonim (Categorie: locuire) (Tip: așezare)                                | sat Ripiceni, comuna Ripiceni           | Dealul Lipoveanului            |                                                 | N. Zaharia 1955                                 | 47°55′34″N 27°06′22″E / 47.926°N 27.10602°E   | Încărcați imagine | Raportați eroare |
| 38740.13.02                              | Situl arheologic de la Ripiceni - Dealul Lipoveanului / ansamblu anonim (Categorie: locuire) (Tip: așezare)                                | sat Ripiceni, comuna Ripiceni           | Dealul Lipoveanului            | Cucuteni aprox. 4.500- 3.500 ani                | N. Zaharia 1955                                 | 47°55′34″N 27°06′22″E / 47.926°N 27.10602°E   | Încărcați imagine | Raportați eroare |
| 35848.02.01                              | Așezarea din epoca migrațiilor de la Răchiți-Dealul Lipovanului / ansamblu anonim (Categorie: locuire) (Tip: așezare deschisă)             | sat Răchiți, comuna Răchiți             | Dealul Lipovanului             | Sântana de Mureș - Cerneahov sec. IV-V          | N. Zaharia 1956                                 | 47°47′39″N 26°43′24″E / 47.79403°N 26.72329°E | Încărcați imagine | Raportați eroare |
| 38688.10.01                              | Movila Vatra Răuseni de la Răuseni / ansamblu anonim (Categorie: descoperire funerară) (Tip: Movilă)                                       | sat Răuseni, comuna Răușeni             | Movila Vatra Răuseni           |                                                 | O. L. Șovan 2009                                | 47°33′51″N 27°11′21″E / 47.56404°N 27.18918°E | Încărcați imagine | Raportați eroare |
| 37351.05.01                              | Situl arheologic de la Rădeni - La Standoală / ansamblu anonim (Categorie: locuire) (Tip: așezare)                                         | sat Rădeni, comuna Frumușica            | La Standoală                   |                                                 | A. Nițu și N. Zaharia 1956                      | 47°30′33″N 26°58′23″E / 47.50914°N 26.97317°E | Încărcați imagine | Raportați eroare |
| 37351.05.02                              | Situl arheologic de la Rădeni - La Standoală / ansamblu anonim (Categorie: locuire) (Tip: așezare)                                         | sat Rădeni, comuna Frumușica            | La Standoală                   |                                                 | A. Nițu și N. Zaharia 1956                      | 47°30′33″N 26°58′23″E / 47.50914°N 26.97317°E | Încărcați imagine | Raportați eroare |
| 37351.05.03                              | Situl arheologic de la Rădeni - La Standoală / ansamblu anonim (Categorie: locuire) (Tip: așezare)                                         | sat Rădeni, comuna Frumușica            | La Standoală                   | Daci liberi sec. II-III                         | A. Nițu și N. Zaharia 1956                      | 47°30′33″N 26°58′23″E / 47.50914°N 26.97317°E | Încărcați imagine | Raportați eroare |
| 37351.05.04                              | Situl arheologic de la Rădeni - La Standoală / ansamblu anonim (Categorie: locuire) (Tip: așezare)                                         | sat Rădeni, comuna Frumușica            | La Standoală                   |                                                 | A. Nițu și N. Zaharia 1956                      | 47°30′33″N 26°58′23″E / 47.50914°N 26.97317°E | Încărcați imagine | Raportați eroare |
| 35848.03.01                              | Așezarea paleolitică de la Răchiți - Dealul Prihon / ansamblu anonim (Categorie: locuire) (Tip: așezare deschisă)                          | sat Răchiți, comuna Răchiți             | Dealul Prihon                  | Gravetian aprox. 28.000/27.000-20.000 ani       | A. Păunescu, P. Șadurschi 1978                  | 47°45′54″N 26°41′43″E / 47.765°N 26.69534°E   | Încărcați imagine | Raportați eroare |
| 38688.11.01                              | Situl arheologic de la Răușeni - Pe Podiș / ansamblu anonim (Categorie: locuire) (Tip: Așezare deschisă)                                   | sat Răuseni, comuna Răușeni             | Pe Podiș                       | Horodiștea-Gordinești aprox.3.500-2.500 ani     | prof. P. Froicu 1974                            | 47°34′29″N 27°10′14″E / 47.57483°N 27.17048°E | Încărcați imagine | Raportați eroare |
| 38688.11.02                              | Situl arheologic de la Răușeni - Pe Podiș / ansamblu anonim (Categorie: locuire) (Tip: Așezare deschisă)                                   | sat Răuseni, comuna Răușeni             | Pe Podiș                       | Costișa-Komariv aprox. 1.900-1.500 ani/1400 ani | prof. P. Froicu 1974                            | 47°34′29″N 27°10′14″E / 47.57483°N 27.17048°E | Încărcați imagine | Raportați eroare |
| 38688.11.03                              | Situl arheologic de la Răușeni - Pe Podiș / ansamblu anonim (Categorie: locuire) (Tip: Așezare deschisă)                                   | sat Răuseni, comuna Răușeni             | Pe Podiș                       | Poienești-Lukașevka sec. II-sec. I a. Chr.      | prof. P. Froicu 1974                            | 47°34′29″N 27°10′14″E / 47.57483°N 27.17048°E | Încărcați imagine | Raportați eroare |
| 38688.11.04                              | Situl arheologic de la Răușeni - Pe Podiș / ansamblu anonim (Categorie: locuire) (Tip: Așezare deschisă)                                   | sat Răuseni, comuna Răușeni             | Pe Podiș                       | Sântana de Mureș - Cerneahov sec. IV-V          | prof. P. Froicu 1974                            | 47°34′29″N 27°10′14″E / 47.57483°N 27.17048°E | Încărcați imagine | Raportați eroare |
| 38740.12.01                              | Movila Gulimășoaia de la Ripiceni / ansamblu anonim (Categorie: descoperire funerară) (Tip: Tumul)                                         | sat Ripiceni, comuna Ripiceni           | Movila Gulimășoaia             |                                                 | Nădejde Vasile C. și Țițu I. 1895               | 47°53′05″N 27°09′29″E / 47.88486°N 27.15803°E | Încărcați imagine | Raportați eroare |
| 38740.21.01                              | Movila din Hârtop Cinghinia II de la Ripiceni / ansamblu anonim (Categorie: descoperire funerară) (Tip: movilă)                            | sat Ripiceni, comuna Ripiceni           | Movila din Hârtop Cinghinia II |                                                 | A. Păunescu, P. Șadurschi, V. Chirica 1972-1975 | 47°54′06″N 27°07′58″E / 47.90162°N 27.1328°E  | Încărcați imagine | Raportați eroare |
| 38740.22.01                              | Movila Popoaia I de la Ripiceni / ansamblu anonim (Categorie: descoperire funerară) (Tip: movilă)                                          | sat Ripiceni, comuna Ripiceni           | Movila Popoaia I               |                                                 | A. Păunescu, P. Șadurschi, V. Chirica 1972-1975 | 47°53′49″N 27°08′33″E / 47.89697°N 27.14263°E | Încărcați imagine | Raportați eroare |
| 38740.23.01                              | Movila Popoaia II de la Ripiceni / ansamblu anonim (Categorie: descoperire funerară) (Tip: movilă)                                         | sat Ripiceni, comuna Ripiceni           | Movila Popoaia II              |                                                 | A. Păunescu, P. Șadurschi, V. Chirica 1972-1975 | 47°53′46″N 27°08′42″E / 47.89599°N 27.14513°E | Încărcați imagine | Raportați eroare |
| 38740.24.01                              | Movila Ciomaga de la Ripiceni / ansamblu anonim (Categorie: descoperire funerară) (Tip: movilă)                                            | sat Ripiceni, comuna Ripiceni           | Movila Ciomaga                 |                                                 | A. Păunescu, P. Șadurschi, V. Chirica 1972-1975 | 47°52′32″N 27°09′33″E / 47.87564°N 27.15912°E | Încărcați imagine | Raportați eroare |
| 38820.06                                 | .Movila Sitna de la Roma / ansamblu anonim (Categorie: descoperire funerară) (Tip: movilă)                                                 | sat Roma, comuna Roma                   | Movila Sitna                   |                                                 | O.L. Șovan 2009                                 | 47°49′54″N 26°33′24″E / 47.83167°N 26.55657°E | Încărcați imagine | Raportați eroare |
| 38820.07.01                              | Movila Botoșanca de la Roma / ansamblu anonim (Categorie: descoperire funerară) (Tip: movilă)                                              | sat Roma, comuna Roma                   | Movila Botoșanca               |                                                 | A. Păunescu, P. Șadurschi, V. Chirica 1974      | 47°49′09″N 26°36′38″E / 47.81908°N 26.61054°E | Încărcați imagine | Raportați eroare |
| 38820.08.01                              | Situl arheologic de la Roma - Balta lui Ciobanu / ansamblu anonim (Categorie: locuire) (Tip: Așezare deschisă)                             | sat Roma, comuna Roma                   | Balta lui Ciobanu              | Cucuteni - B1                                   | Mihai Pavel 1980                                | 47°49′33″N 26°34′49″E / 47.82597°N 26.58019°E | Încărcați imagine | Raportați eroare |
| 38820.08.02                              | Situl arheologic de la Roma - Balta lui Ciobanu / ansamblu anonim (Categorie: locuire) (Tip: Așezare deschisă)                             | sat Roma, comuna Roma                   | Balta lui Ciobanu              | Noua aprox. 1500/1400-1150 ani                  | Mihai Pavel 1980                                | 47°49′33″N 26°34′49″E / 47.82597°N 26.58019°E | Încărcați imagine | Raportați eroare |
| 38857.03.01                              | Movila Românești-Vale de la Românești / ansamblu anonim (Categorie: descoperire funerară) (Tip: Movilă)                                    | sat Românești, comuna Românești         | Movila Românești-Vale          |                                                 | O. L. Șovan 2009                                | 47°45′03″N 27°16′18″E / 47.75079°N 27.27166°E | Încărcați imagine | Raportați eroare |
| 38973.01.01                              | Movila La Parapet de la Rânghilești-Deal / ansamblu anonim (Categorie: descoperire funerară) (Tip: Movilă)                                 | sat Rânghilești-Deal, comuna Santa Mare | Movila La Parapet              |                                                 | O. L. Șovan 2009                                | 47°50′54″N 27°13′14″E / 47.84824°N 27.22064°E | Încărcați imagine | Raportați eroare |
| 38973.02                                 | Movila din Tarlaua Mălăiște de la Rânghilești-Deal (Categorie: descoperire funerară) (Tip: tumul)                                          | sat Rânghilești-Deal, comuna Santa Mare | Movila din Tarlaua Mălăiște    |                                                 | O. L. Șovan 2009                                | 47°41′13″N 27°13′04″E / 47.68696°N 27.2177°E  | Încărcați imagine | Raportați eroare |
| 38973.03.01                              | Movila din Podișul Iepăriei de la Rânghilești-Deal / ansamblu anonim (Categorie: descoperire funerară) (Tip: Movilă)                       | sat Rânghilești-Deal, comuna Santa Mare | Movila din Podișul Iepăriei    |                                                 | O. L. Șovan 2009                                | 47°40′56″N 27°12′08″E / 47.68222°N 27.20228°E | Încărcați imagine | Raportați eroare |
| 38964.05.01                              | Movila din Dealul Viei de la Rânghilești / ansamblu anonim (Categorie: descoperire funerară) (Tip: Movilă)                                 | sat Rânghilești, comuna Santa Mare      | Movila din Dealul Viei         |                                                 | O.L. Șovan 2009                                 | 47°39′10″N 27°13′35″E / 47.65269°N 27.22648°E | Încărcați imagine | Raportați eroare |
| 38964.06.01                              | Movila din Ogorul Popii de la Rânghilești / ansamblu anonim (Categorie: descoperire funerară) (Tip: Movilă)                                | sat Rânghilești, comuna Santa Mare      | Movila din Ogorul Popii        |                                                 | O. L. Șovan 2009                                | 47°37′57″N 27°13′07″E / 47.6326°N 27.21858°E  | Încărcați imagine | Raportați eroare |
| 36738.02.01                              | Movila din Dealul Chelbului I de la Recia-Verbia / ansamblu anonim (Categorie: descoperire funerară) (Tip: Movilă)                         | sat Recia-Verbia, comuna Dimăcheni      | Movila din Dealul Chelbului I  |                                                 | prof. Ioan Ignat 2009                           | 47°54′58″N 26°29′07″E / 47.91617°N 26.48525°E | Încărcați imagine | Raportați eroare |
| 36738.03.01                              | Movila din Dealul Chelbului II de la Recia-Verbia / ansamblu anonim (Categorie: descoperire funerară) (Tip: Movilă)                        | sat Recia-Verbia, comuna Dimăcheni      | Movila din Dealul Chelbului II |                                                 | prof. Ioan Ignat 2009                           | 47°54′56″N 26°29′19″E / 47.91546°N 26.48858°E | Încărcați imagine | Raportați eroare |
| 38820.09.01                              | Situl arheologic de la Roma - Movila Sitna / ansamblu anonim (Categorie: descoperire funerară) (Tip: Movilă)                               | sat Roma, comuna Roma                   | Movila Sitna                   | sarmatică                                       | I. Alexoaie 1985                                | 47°49′19″N 26°34′25″E / 47.82195°N 26.57361°E | Încărcați imagine | Raportați eroare |
| 38820.09.02                              | Situl arheologic de la Roma - Movila Sitna / ansamblu anonim (Categorie: descoperire funerară) (Tip: Movilă)                               | sat Roma, comuna Roma                   | Movila Sitna                   | Dridu - Turanici(pecenegi sau uzi)              | I. Alexoaie 1985                                | 47°49′19″N 26°34′25″E / 47.82195°N 26.57361°E | Încărcați imagine | Raportați eroare |
| 38820.10.01                              | Movila din epoca bronzului de la Roma - Dealul Sitna I / ansamblu anonim (Categorie: descoperire funerară) (Tip: Movilă)                   | sat Roma, comuna Roma                   | Movila din Dealul Sitna I      | Costișa-Komariv                                 | Emil Moscalu 1986                               | 47°49′56″N 26°33′30″E / 47.83213°N 26.55839°E | Încărcați imagine | Raportați eroare |
| 38820.11.01                              | Movila Bădărău Joian de la Roma / ansamblu anonim (Categorie: descoperire funerară) (Tip: Movilă)                                          | sat Roma, comuna Roma                   | Movila Bădărău Joian           |                                                 | prof. Ion Alexoaie 1980                         | 47°51′31″N 26°34′38″E / 47.85858°N 26.57717°E | Încărcați imagine | Raportați eroare |
| 38820.12.01                              | Movila din Dealul Sitna II de la Roma / ansamblu anonim (Categorie: descoperire funerară) (Tip: Movilă)                                    | sat Roma, comuna Roma                   | Movila din Dealul Sitna II     | Costișa-Komariv                                 | E. Moscalu 1986                                 | 47°49′57″N 26°33′39″E / 47.83245°N 26.56078°E | Încărcați imagine | Raportați eroare |
| 38820.13.02                              | Situl arheologic de la Roma - Coasta Starostea / ansamblu anonim (Categorie: locuire) (Tip: Așezare deschisă)                              | sat Roma, comuna Roma                   | Coasta Starostea               | Horodiștea-Gordinești                           | prof. I. Alexoaie 1980                          | 47°51′15″N 26°34′50″E / 47.85417°N 26.58059°E | Încărcați imagine | Raportați eroare |
| 38820.13.01                              | Situl arheologic de la Roma - Coasta Starostea / ansamblu anonim (Categorie: locuire) (Tip: Așezare deschisă)                              | sat Roma, comuna Roma                   | Coasta Starostea               | Cucuteni                                        | prof. I. Alexoaie 1980                          | 47°51′15″N 26°34′50″E / 47.85417°N 26.58059°E | Încărcați imagine | Raportați eroare |